# Замогильный, Сергей Ильич
Сергей Ильич Замогильный (эст. Sergei Zamogilnõi; род. 30 августа 1953, Беслан, Северо-Осетинская АССР) — советский и эстонский (негражданин) футболист, нападающий, футбольный тренер.

## Карьера

### Клубная
Карьеру начал в ленинградском «Зените», спустя два сезона перешёл в орджоникидзевский «Спартак». В 1975 году переехал в Эстонию, где до конца карьеры играл за клубы «Кеемик», «Эхитайа», «Пылевкиви», «Ветеран» и «Лоотус».

### Тренерская
До июля 2001 года был главным тренером в «Лоотусе» Кохтла-Ярве, с 2001 по 2003 год возглавлял «Курессааре». В сезоне 2003 года возглавлял Нарва-Транс.
В период с 2004 по 2008 год тренировал «Меркуур» из Тарту (позднее клуб носил название «Мааг», с 2007 года — объединённый клуб «Мааг-Таммека», в 2008 году — «Таммека»).
В 2009 году вернулся в «Курессааре», где проработал до 8 января 2014 года.
С марта 2014 года и до конца сезона работал главным тренером таллинского клуба «Калев», а 25 ноября официально покинул клуб.
1 февраля 2015 года подписал контракт сроком на один год с йыхвиским «Локомотивом», где занял должность главного тренера. 30 июня покинул пост главного тренера, но остался работать в йыхвиской футбольной школе.